# LMC-N44
LMC-N44 (również LHA 120-N 44 lub DEM L 152) – wielka mgławica emisyjna (również obszar H II) znajdująca się w Wielkim Obłoku Magellana, w konstelacji Złotej Ryby w odległości około 170 000 lat świetlnych.

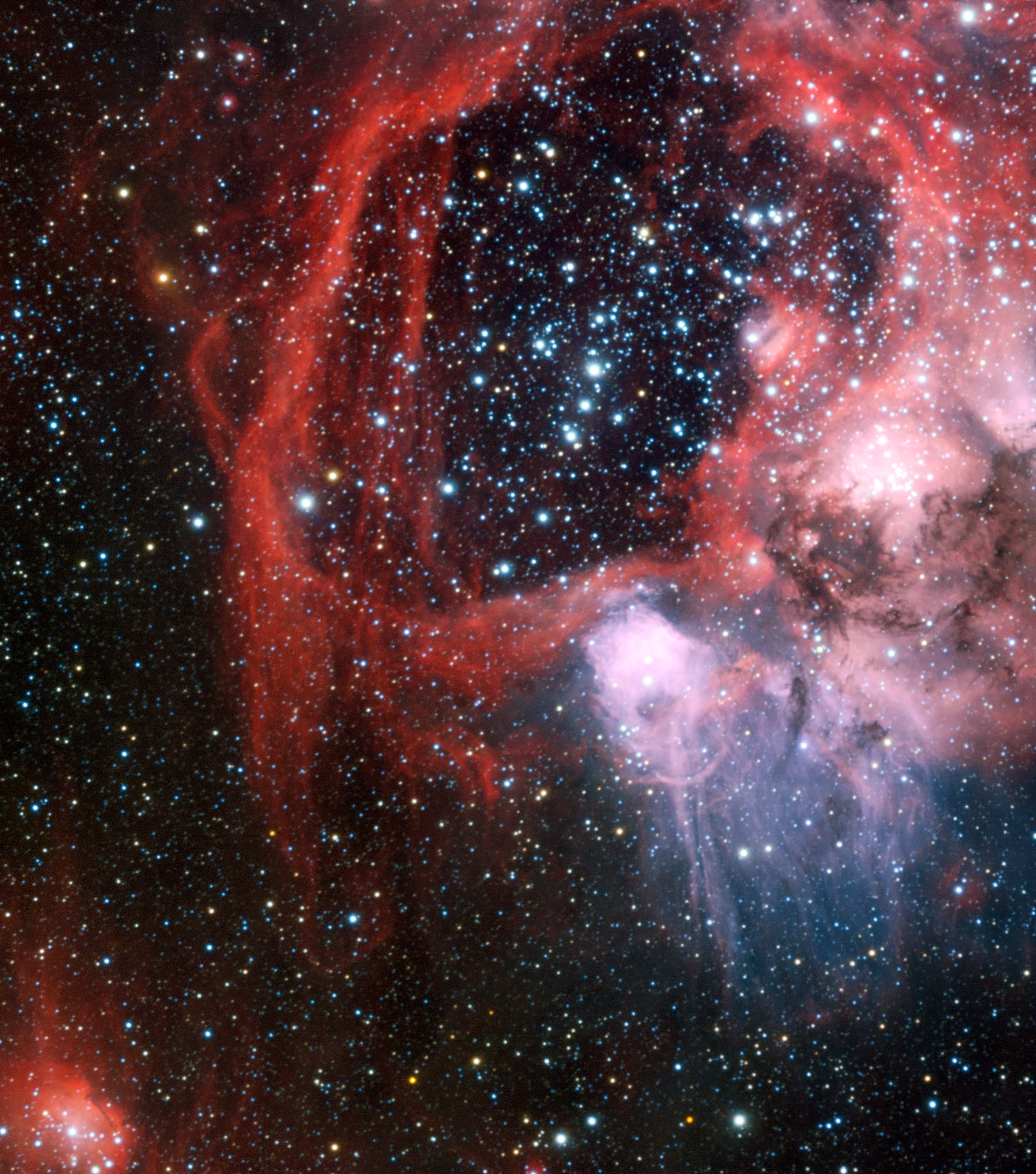
Superbąbel w centralnej części LMC-N44

Najjaśniejsze części mgławicy oraz wchodzące w jej skład gromady gwiazd odkryli James Dunlop (1826 rok) i John Herschel (1834), a zostały one skatalogowane w późniejszym New General Catalogue jako: NGC 1929, NGC 1934, NGC 1935, NGC 1936 i NGC 1937.
Mgławica jest obszarem gwiazdotwórczym, w którym z obłoków gazu i pyłu powstają nowe gwiazdy. Młode gorące gwiazdy są źródłem intensywnego promieniowania ultrafioletowego powodującego świecenie gazu. W ten sposób powstała wielka pusta przestrzeń (superbąbel) otoczona materią rozciągająca się na obszarze 325 × 250 lat świetlnych. Ta pusta przestrzeń powstała na skutek działania dwóch procesów. Została wydmuchana przez wiatry gwiazdowe składające się ze strumieni naładowanych cząstek bardzo gorących i masywnych gwiazd oraz wybuchów supernowych, które wywołały fale uderzeniowe odsuwające gaz i tworzące pustą przestrzeń. W ten sposób na brzegach pustej przestrzeni dochodzi do kompresji gazu, która jest przyczyną formowania kolejnego pokolenia nowych gwiazd.